# Liste des conseillers départementaux du Puy-de-Dôme
Pour un article plus général, voir Conseil départemental du Puy-de-Dôme.

## Liste des conseillers départementaux depuis 2021
| Canton                 | Conseillers               | Parti | Parti |
| ---------------------- | ------------------------- | ----- | ----- |
| Aigueperse             | Fabrice Magnet            |       | DVC   |
| Aigueperse             | Karina Monnet             |       | DVC   |
| Ambert                 | Valérie Prunier           |       | LR    |
| Ambert                 | Michel Sauvade            |       | DVC   |
| Aubière                | Pierre Riol               |       | DVD   |
| Aubière                | Eléonore Szczepaniak      |       | DVD   |
| Beaumont               | Jean-Paul Cuzin           |       | DVD   |
| Beaumont               | Anne-Marie Picard         |       | LR    |
| Billom                 | Jocelyne Glace Le Gars    |       | DVG   |
| Billom                 | Jacky Grand               |       | PCF   |
| Brassac-les-Mines      | Fabien Besseyre           |       | DVD   |
| Brassac-les-Mines      | Pascale Brun              |       | LR    |
| Cébazat                | Colette Bethune           |       | LR    |
| Cébazat                | Flavien Neuvy             |       | UDI   |
| Chamalières            | Marie-Anne Marchis        |       | LR    |
| Chamalières            | Jean-Pierre Lunot         |       | UDI   |
| Châtel-Guyon           | Lionel Chauvin            |       | LR    |
| Châtel-Guyon           | Anne-Marie Maltrait       |       | DVD   |
| Clermont-Ferrand-1     | Valérie Bernard           |       | G.s   |
| Clermont-Ferrand-1     | Alexandre Pourchon        |       | PS    |
| Clermont-Ferrand-2     | Gérald Courtadon          |       | G.s   |
| Clermont-Ferrand-2     | Manuela Ferreira De Sousa |       | PS    |
| Clermont-Ferrand-3     | Rémi Veyssiere            |       | PCF   |
| Clermont-Ferrand-3     | Sylvie Maisonnet          |       | PS    |
| Clermont-Ferrand-4     | Damien Baldy              |       | PS    |
| Clermont-Ferrand-4     | Dominique Briat           |       | PS    |
| Clermont-Ferrand-5     | Sébastien Galpier         |       | LR    |
| Clermont-Ferrand-5     | Sylviane Khemisti Galpier |       | LR    |
| Clermont-Ferrand-6     | Sylvie Léger              |       | EÉLV  |
| Clermont-Ferrand-6     | Patrick Raynaud           |       | PS    |
| Cournon-d'Auvergne     | Hervé Prononce            |       | UDI-H |
| Cournon-d'Auvergne     | Corinne Mielvaque         |       | DVD   |
| Gerzat                 | Serge Pichot              |       | DVG   |
| Gerzat                 | Émilie Guédouah-Vallée    |       | DVG   |
| Issoire                | Bertrand Barraud          |       | LR    |
| Issoire                | Isabelle Vallée           |       | DVD   |
| Lezoux                 | Célia Bernard             |       | DVD   |
| Lezoux                 | Cédric Dauduit            |       | DVD   |
| Maringues              | Alexandra Virlogeux       |       | DVG   |
| Maringues              | Éric Gold                 |       | TdP   |
| Les Martres-de-Veyre   | Gilles Pétel              |       | PS    |
| Les Martres-de-Veyre   | Catherine Pham            |       | PS    |
| Les Monts du Livradois | Aude Burias               |       | DVG   |
| Les Monts du Livradois | Éric Dubourgnoux          |       | PCF   |
| Orcines                | Martine Bony              |       | DVD   |
| Orcines                | Jean-Marc Boyer           |       | LR    |
| Pont-du-Château        | Joël-Michel Derré         |       | DIV   |
| Pont-du-Château        | Valérie Passarieu         |       | DIV   |
| Riom                   | Stéphanie Flori-Dutour    |       | DVD   |
| Riom                   | Jean-Philippe Perret      |       | DVD   |
| Saint-Éloy-les-Mines   | Joselyne Lelong           |       | DVC   |
| Saint-Éloy-les-Mines   | Jérôme Gaumet             |       | DVD   |
| Saint-Georges-de-Mons  | Grégory Bonnet            |       | PCF   |
| Saint-Georges-de-Mons  | Clémentine Raineau        |       | PCF   |
| Saint-Ours             | Audrey Manuby             |       | DVD   |
| Saint-Ours             | Cédric Rougheol           |       | DVD   |
| Le Sancy               | Élisabeth Crozet          |       | PS    |
| Le Sancy               | Lionel Gay                |       | DVG   |
| Thiers                 | Olivier Chambon           |       | DVG   |
| Thiers                 | Hélène Boudon             |       | DVG   |
| Vic-le-Comte           | Antoine Desforges         |       | PS    |
| Vic-le-Comte           | Jeanne Espinasse          |       | PS    |

## Liste des conseillers généraux avant 2015
| Canton                                | Circonscription | Conseiller général           | Parti | Parti | Série |
| ------------------------------------- | --------------- | ---------------------------- | ----- | ----- | ----- |
| Arrondissement d'Ambert               |                 |                              |       |       |       |
| Canton d'Ambert                       | 5               | Jacquie Douarre              |       | PCF   | 2011  |
| Canton d'Arlanc                       | 5               | Jean-Claude Daurat           |       | PS    | 2008  |
| Canton de Cunlhat                     | 5               | Marie-Claude Milon           |       | PCF   | 2011  |
| Canton d'Olliergues                   | 5               | Yves Fournet-Fayard          |       | PS    | 2008  |
| Canton de Saint-Amant-Roche-Savine    | 5               | Jean-Luc Coupat              |       | PS    | 2011  |
| Canton de Saint-Anthème               | 5               | Alain Faure                  |       | DVG   | 2008  |
| Canton de Saint-Germain-l'Herm        | 5               | Dominique Giron              |       | DVG   | 2011  |
| Canton de Viverols                    | 5               | Michel Bravard               |       | DVG   | 2008  |
| Arrondissement de Clermont-Ferrand    |                 |                              |       |       |       |
| Canton d'Aubière                      | 4               | Laurence Mioche-Jacquesson   |       | DVG   | 2008  |
| Canton de Beaumont                    | 3               | Alain Brochet                |       | PS    | 2011  |
| Canton de Billom                      | 4 & 5           | Jean-Pierre Buche            |       | PG    | 2011  |
| Canton de Bourg-Lastic                | 2               | Gilles Battut                |       | PS    | 2011  |
| Canton de Chamalières                 | 3               | Michelle Clément             |       | UMP   | 2014  |
| Canton de Clermont-Ferrand-Centre     | 1               | Patricia Guilhot             |       | PG    | 2008  |
| Canton de Clermont-Ferrand-Est        | 1               | Mireille Lacombe             |       | PRG   | 2008  |
| Canton de Clermont-Ferrand-Nord       | 1               | Alexandre Pourchon           |       | PS    | 2008  |
| Canton de Clermont-Ferrand-Nord-Ouest | 1               | Michèle André                |       | PS    | 2011  |
| Canton de Clermont-Ferrand-Ouest      | 3               | Jean-Yves Gouttebel          |       | PRG   | 2011  |
| Canton de Clermont-Ferrand-Sud        | 1               | Serge Lesbre                 |       | DVG   | 2008  |
| Canton de Clermont-Ferrand-Sud-Est    | 4               | Sylvie Maisonnet             |       | PS    | 2011  |
| Canton de Clermont-Ferrand-Sud-Ouest  | 3               | Dominique Briat              |       | PS    | 2011  |
| Canton de Cournon-d'Auvergne          | 1               | Bertrand Pasciuto            |       | PS    | 2011  |
| Canton de Gerzat                      | 1               | Bernard Auby                 |       | PS    | 2008  |
| Canton d'Herment                      | 2               | Jean-Claude Fournier         |       | PRG   | 2008  |
| Canton de Montferrand                 | 1               | Nadine Déat                  |       | PS    | 2008  |
| Canton de Pont-du-Château             | 5               | Gérard Betenfeld             |       | PS    | 2011  |
| Canton de Rochefort-Montagne          | 3               | Jean-Marc Boyer              |       | UMP   | 2008  |
| Canton de Royat                       | 3               | Jean Ponsonnaille            |       | UMP   | 2008  |
| Canton de Saint-Amant-Tallende        | 3               | Claude Graulière             |       | DVD   | 2008  |
| Canton de Saint-Dier-d'Auvergne       | 5               | Christelle Groisne           |       | DVG   | 2008  |
| Canton de Vertaizon                   | 4               | Martine Malterre-Puyfoulhoux |       | PS    | 2014  |
| Canton de Veyre-Monton                | 4               | Bernadette Troquet           |       | DVG   | 2011  |
| Canton de Vic-le-Comte                | 4               | Roland Blanchet              |       | PS    | 2011  |
| Arrondissement d'Issoire              |                 |                              |       |       |       |
| Canton d'Ardes                        | 3               | Bernard Veissière            |       | PS    | 2008  |
| Canton de Besse-et-Saint-Anastaise    | 3               | Lionel Gay                   |       | DVG   | 2008  |
| Canton de Champeix                    | 3               | Luc Tixier                   |       | PS    | 2011  |
| Canton d'Issoire                      | 4               | Florence Verdier             |       | DVG   | 2011  |
| Canton de Jumeaux                     | 4               | Yves-Serge Croze             |       | DVD   | 2008  |
| Canton de Saint-Germain-Lembron       | 4               | Maurice Mestre               |       | DVG   | 2008  |
| Canton de Sauxillanges                | 4               | Bernard Sauvade              |       | DVG   | 2011  |
| Canton de Tauves                      | 3               | Christophe Serre             |       | UMP   | 2008  |
| Canton de La Tour-d'Auvergne          | 3               | François Marion              |       | UMP   | 2011  |
| Arrondissement de Riom                |                 |                              |       |       |       |
| Canton d'Aigueperse                   | 2               | Luc Chaput                   |       | UMP   | 2008  |
| Canton de Combronde                   | 2               | Bernard Favodon              |       | PCF   | 2011  |
| Canton d'Ennezat                      | 5               | Claude Boilon                |       | DVG   | 2008  |
| Canton de Manzat                      | 2               | Alain Escure                 |       | DVG   | 2011  |
| Canton de Menat                       | 2               | Bernard Lescure              |       | PCF   | 2008  |
| Canton de Montaigut-en-Combraille     | 2               | Pierrette Daffix-Ray         |       | DVG   | 2011  |
| Canton de Pionsat                     | 2               | Laurent Dumas                |       | PS    | 2011  |
| Canton de Pontaumur                   | 2               | Maurice Battut               |       | PRG   | 2008  |
| Canton de Pontgibaud                  | 2               | Lionel Muller                |       | UMP   | 2008  |
| Canton de Randan                      | 2               | Éric Gold                    |       | PRG   | 2011  |
| Canton de Riom-Est                    | 2               | Jean-Claude Zicola           |       | PS    | 2011  |
| Canton de Riom-Ouest                  | 2               | Dominique Bosse              |       | PS    | 2008  |
| Canton de Saint-Gervais-d'Auvergne    | 2               | Michel Girard                |       | PCF   | 2011  |
| Arrondissement de Thiers              |                 |                              |       |       |       |
| Canton de Châteldon                   | 5               | Caroline Dalet               |       | PG    | 2008  |
| Canton de Courpière                   | 5               | André Wils                   |       | PCF   | 2008  |
| Canton de Lezoux                      | 5               | Florent Moneyron             |       | PS    | 2011  |
| Canton de Maringues                   | 5               | Daniel Peynon                |       | UDI   | 2008  |
| Canton de Saint-Rémy-sur-Durolle      | 5               | Olivier Chambon              |       | PS    | 2011  |
| Canton de Thiers                      | 5               | Annie Chevaldonné            |       | PG    | 2011  |

## Sources
1. ↑  Décès en décembre 2023 : https://www.lamontagne.fr/clermont-ferrand-63000/actualites/disparition-du-conseiller-departement-alexandre-pourchon_14426985/